# Björkholmen, Vallentuna kommun
Björkholmen är en bebyggelse i  Kårsta socken i Vallentuna kommun närmare 2 mil nordöst om Vallentuna och 1 mil sydväst om Rimbo. SCB avgränsade mellan 1990 och 2020 denna bebyggelse  tillsammans med bebyggelse i Bylet i Norrtälje kommun till en småort namnsatt till Björkholmen och Bylet. Vid avgränsningen 2020 klassades bebyggelsen som bestående av två separata småorter, där denna del avregistrerades 2023.